# GLX

GLX e AIGLX versus direct rendering.

GLX (OpenGL Extensions to the X Window System) é uma interface que proporciona a conexão entre a biblioteca OpenGL e o X Window System. Ele permite que programas utilizem OpenGL junto com as janelas do X Window System.

## História
O GLX foi criado pela empresa Silicon Graphics e atualmente está na versão 1.4 (tanto para DRI como para Mesa 3D).

## Recursos
GLX consiste de três partes:
- Uma API que proporciona funcionalidades para uma aplicação X Window System.
- Uma extensão do protocolo X, que permite ao cliente (a aplicação OpenGL) enviar comandos de renderização para o servidor X (o software responsável pela exibição). O cliente e o servidor podem rodar em computadores diferentes.
- Uma extensão do protocolo X que recebe o comandos de renderização do cliente e os repassa para a biblioteca OpenGL instalada (se a aceleração por hardware não está disponível normalmente é utilizada a biblioteca Mesa 3D, que emula este comportamento em software).

Se o cliente e o servidor estão sendo executados no mesmo computador e uma placa de aceleração 3D com seu respectivo driver estiver instalado a renderização será efetuada através do DRI e o programa cliente terá permissão à acesso direto ao hardware de vídeo.
Um diagnóstico da placa de vídeo está disponível através do uso do comando glxinfo.